# سید کاشوئا
سید کاشوا (عربی: سید قشوع، عبری: סייד קשוע‎متولد ۱۹۷۵) نویسنده و روزنامه‌نگار فلسطینی متولد طیره، اسرائیل است که به خاطر کتاب‌ها و ستون‌های طنز خود به زبان‌های عبری و انگلیسی شناخته شده‌است.